# Cros-de-Géorand

Cros-de-Géorand este o comună în departamentul Ardèche din sud-estul Franței. În 1 ianuarie 2022 avea o populație de 151 de locuitori.